# La dea fortuna
La dea fortuna je italský hraný film z roku 2019, který režíroval Ferzan Özpetek podle scénáře, na kterém sám spolupracoval.

## Děj
Alessandro a Arturo po 15 letech společného života mají svatbu. Zde se objeví jejich společná kamarádka Annamaria i se svými dvěma malými dětmi. Přijela do Říma z Palestriny, kvůli lékařskému vyšetření. Požádá je, aby se na pár dní, co bude v nemocnici, postarali o její děti. Pro oba muže je to zásah do jejich dosavadního způsobu života a oba se tak dostávají do konfliktu, když se umocňují jejich vzájemné neshody. Annamaria má vrozenou vadu a musí jít na neurochirurgický zákrok. Děti Palerma. Zde se dozvědí, že  se Annamariin bratr v mládí předávkoval drogami. Annamaria v nemocnici umírá a Alessandro a Artur se na jejím pohřbu dovídají o kruté výchově, které byli Anamaria a její bratr obětí. Rozhodnou se odvézt obě děti zpět k sobě v souladu s Anamariinou závětí.

## Ocenění
- Donatellův David: nejlepší herečka v hlavní roli (Jasmine Trincaová), nejlepší originální píseň (Diodato – Che vita meravigliosa), nominace v kategorii nejlepší původní scénář (Gianni Romoli, Silvia Ranfagni, Ferzan Özpetek)
- Nastro d'Argento: nejlepší herečka v hlavní roli (Jasmine Trincaová), nejlepší hudba (Pasquale Catalano), nejlepší originální píseň (Diodato – Che vita meravigliosa), nominace v kategoriích nejlepší film, nejlepší režie (Ferzan Ozpetek), nejlepší scénář (Gianni Romoli, Silvia Ranfagni, Ferzan Ozpetek), nejlepší herec v hlavní roli (Stefano Accorsi, Edoardo Leo), nejlepší casting (Pino Pellegrino)